# Халли (антарктическая станция)
Халли — британская полярная станция на шельфовом леднике Бранта в море Уэдделла в Антарктиде. Станция названа в честь английского астронома и геофизика Эдмунда Галлея, обслуживается Антарктическим управлением Великобритании и занимается исследованием земной атмосферы. Замеры, сделанные на Халли, привели к обнаружению озоновой дыры в 1985 году.

## История
Халли была основана в 1956 году к международному геофизическому году 1957—1958 года экспедицией Лондонского королевского общества. Залив, где экспедиция решила создать свою базу, назвали Халли-Бей (Halley Bay), в честь астронома Эдмонда Галлея. Первоначально станция носила название Халли-Бей, но в 1977 году название было изменено на Халли, поскольку залив исчез из-за изменений в ледовом шельфе. Последняя станция Халли-6 была официально открыта в феврале 2013 года после суровой зимы.
30 июля 2014 года станция 19 часов оставалась без электричества и тепла. Причиной аварии стала утечка охлаждающей жидкости из системы отопления станции, в результате чего генераторы перегрелись и отключились. По иронии судьбы, температура наружного воздуха во время аварии достигала рекордно низких значений и опускалась до −55 °C. Подача электроэнергии была частично восстановлена, но всю научную деятельность, кроме метеорологических наблюдений, необходимых для прогнозирования погоды, пришлось приостановить. Полярники планировали отказаться от некоторых из восьми модулей и укрыться в нескольких остальных.

## Здания
Всего было построено шесть баз. При этом были опробованы различные методы строительства, от незащищенных деревянных домиков до стальных туннелей.
Первые четыре базы были погребены под снежными заносами и раздавлены до состояния, непригодного для жизни.

### Халли-1
Деревянный дом. Построен в 1956 году. Заброшен в 1968 году.
Внешнее служебное помещение построено в 1964 году, основной жилой дом построен в 1961 году.

### Халли-2
1967—1973 года. В 1967 году для Халли-2 было построено несколько деревянных домов. Крыши были укреплены металлическими опорами, чтобы помочь выдержать вес снега, но от станции всё-таки пришлось отказаться в 1973 году, всего через семь лет.

### Халли-3
Станция была построена в 1973 году внутри стальных труб Армко, рассчитанных на снеговые нагрузки на здание. Через 10 лет база была погребена под 12—15 метрами снега, при этом проблемы с доступом и вентиляцией привели к оставлению станции. Много лет спустя она оказалась на поверхности ледяной скалы в море.

### Халли-4
Станция была построена к 1983 году с таким расчётом, чтобы выдержать погребение под снегом. Двухэтажные здания были построены внутри четырёх взаимосвязанных фанерных труб с выходом шахты на поверхность. Трубы были 9 метров в диаметре и состояли из утепленных армированных панелей, призванных противостоять давлению лежащих сверху слоёв снега и льда.
 В 1994 году станция была полностью засыпана и заброшена.

### Халли-5
Введена в эксплуатацию в 1989 году. Основные здания Халли-5 были построены на стальных платформах, которые ежегодно поднимали, чтобы они оставались выше поверхности снегов. Сваи были зафиксированы на смещающемся ледяном шельфе, поэтому станция, в конце концов, оказалась слишком близко к айсбергообразующему краю.
Основной платформой была платформа Лоз (Lawes).
Двухэтажное здание для летнего проживания Дрюри (Drewry) стояло на салазках, и его каждый год можно было передвигать на новое, более возвышенное место.
(Блок Дрюри был позже перемещён на базу Халли-6.)
Здание Симпсона (ледово-климатическое здание, ICB) установлено на сваях, и его каждый год поднимают в соответствии с высотой снежного покрова. В здании расположен спектрофотометр Добсона, который используется для обнаружения озоновой дыры.
Платформа Пиггота (здание космических наук) используется для исследования верхних слоев атмосферы.
Халли-5 была снесена в конце 2012 года, после ввода в эксплуатацию Халли-6.

### Халли-6
Это строение, которое, как и Халли-5, приподнято на опорах, чтобы находиться выше снеговых наносов. В отличие от Халли-5, на нижней части опор установлены салазки, которые позволяют периодически перемещать здание.
Здание представляет собой цепь из 8 модулей, каждый из которых установлен на сваях с салазками. Станция работает с 28 февраля 2012 года.
Здание для летнего проживания Дрюри и гараж Халли-5 были перемещены на площадку Халли-6 и продолжают использоваться.
В июне 2004 года компаниями RIBA Competitions и Антарктическим управлением Великобритании был объявлен конкурс архитектурных проектов на новый проект для Халли-6. В конкурсе принял участие ряд архитектурных и инжиниринговых фирм. В июле 2005 года был выбран проект-победитель, выполненный фирмами «Фабер Маунселл» (Faber Maunsell) и «Хью Бротон Аркитектс» (Hugh Broughton Architects).
Халли-6 была построена в Кейптауне (ЮАР) южно-африканским консорциумом. Servaccomm поставил блоки модульных зданий для новой станции через компанию Galliford Try International. Контракт был заключён на изготовление в общей сложности 26 блоков, смонтированных в восьми модулях, которые обеспечивают комфортное проживание 32 человек. Первые секции были доставлены в Антарктиду в декабре 2007 года. Халли-6 была смонтирована рядом с Халли-5, а затем её переместили по одной секции на расстояние 15 км и заново соединили.
Станция Халли-6 была официально открыта в Антарктике 5 февраля 2013 года. Кирк Уотсон, режиссёр из Шотландии, снимал строительство станции космической эры в течение четырёх лет. Трейлер с дополнительной информацией можно увидеть по ссылкам ниже. Описание инженерных задач и создания консорциума было предоставлено Адамом Резерфордом и было приурочено к выставке в Глазго.
В 2017 году из-за трещины длиной 40 километров (по одной из версий, причиной появления гигантской трещины в Антарктиде стало глобальное потепление) станцию вынуждены были переместить на 20 км, но это не помогло. Полярникам приходилось покидать станцию каждой зимой и возвращаться летом. Но на протяжении всей антарктической зимы, действуя в автоматическом режиме, станция не прекращала сбор научных данных о состоянии озонового слоя. Для возобновления деятельности станции требовались большие объемы топлива, которое в 2022 году сбрасывали с парашютами самолёты Ил-76 одной из российских авиакомпаний.

## Окружающая среда
Температура на Халли редко поднимается выше 0°С, хотя температуры около −10 °C распространены в солнечные летние дни. Типичные зимние температуры — ниже −20 °C с экстремальными минимумами около −55°С.
Преобладают ветры преимущественно с востока; сильные ветры часто поднимают с поверхности мелкий снег, снижая видимость до нескольких метров.
Одной из причин именно такого расположения Халли является то, что она находится под овалом полярных сияний, что делает её расположение идеальным для геокосмических исследований и приводит к частым появлениям Южного полярного сияния над головой. Его легче всего наблюдать в течение 105 дней (29 апреля — 13 августа), когда солнце не поднимается над горизонтом.

## Жители
В зимние месяцы здесь, как правило, живёт около 14 зимовщиков. В типичную зиму они находятся в изоляции с момента, когда последний корабль уходит в конце февраля, и до момента, пока первый самолет не прилетает в начале ноября. В разгар летнего периода, с конца декабря до конца февраля, численность персонала увеличивается примерно до 70 человек.
Иногда никто из группы зимовщиков не является учёным. Большинство являются техническими специалистами, необходимыми для обеспечения функционирования станции и проведения научных экспериментов. В 2012 году в состав группы зимовщиков на Халли входили повар, врач, менеджер по связи, автомеханик, электрик, сантехник, ассистент на площадке, два электронщика, два метеоролога, администратор базы данных. Кроме того, зимний командир базы, который приводится к присяге в качестве мирового судьи до прибытия на место. Их основная роль заключается в контроле над повседневным управлением станцией.
В 1996 году на Халли появились первые женщины-зимовщицы. Ежегодно до 2009 года зимовали как минимум две женщины.

## Жизнь на станции
Жизнь в Антарктиде преимущественно сезонная с коротким насыщенным летом и долгой зимой. На таких базах, как Халли, где пополнение запасов осуществляется морем, наиболее значимым событием года является прибытие грузового судна (в настоящее время британское научное судно «Эрнест Шеклтон», до 1999 года — британское научное судно «Брансфилд») в конце декабря. Оно сопровождается интенсивными работами по разгрузке всех припасов до того, как судно будет вынуждено уйти: как правило, на это отводится менее двух недель.
Летний сезон на Халли продолжается с начала ноября, когда прилетает первый самолет, до конца февраля, когда уходит последнее судно.
Знаменательные даты в зимние месяцы: закат солнца (последний день, когда видно солнце) 29 апреля, середина зимы 21 июня и восход солнца (первый день, когда солнце всходит после зимы) 13 августа. Традиционно старейший человек на станции опускает потрёпанный флаг на закате, а самый младший поднимает новый флаг при восходе солнца. Середина зимы — это недельный праздник, когда выбирают одного из зимовщиков для хранения старого флага. Также зимовщики обмениваются сувенирами ручной работы.